# Wienerfilharmonikernas nyårskonsert 2003
Wienerfilharmonikernas nyårskonsert 2003 räknas som den 63:e nyårskonserten från Wien och ägde rum den 1 januari 2003 i Wiens Musikverein. Dirigent var Nikolaus Harnoncourt, som även dirigerade 2001.
Årets program innehöll sju kompositioner som aldrig tidigare framförts på en nyårskonsert:, två verk av Johannes Brahms och ett av Carl Maria von Weber samt fyra av ätten Strauss. Graz, som var europeisk kulturhuvudstad 2003, 300-årsdagen av grundandet av Sankt Petersburg, och Greklands övertagande av EU-presidentskapet den 1 januari 2003, var riktlinjerna för programmet.
Nikolaus Harnoncourt erkände när det gällde Aufforderung zum Tanz i Hector Berliozs orkestrering att det "... faktiskt var det första av Berlioz som jag framförde, och förmodligen lär bli det sista."

## Historia
Strikt räknat var det Wienerfilharmonikernas 58:e nyårskonsert, eftersom det inte var förrän 1946 som namnet introducerades. Dessutom var det den 64:e Årsskifteskonserten, då det vid årsskiftet 1939/40 gavs en Außerordentliches Konzert (extraordinär konsert) av Wienerfilharmonikerna, som dock ägde rum på nyårsafton 1939. Från 1941 dirigerades nyårskonserten av Clemens Krauss, med undantag för åren 1946 och 1947 då Krauss förbjöds att dirigera på grund av sin närhet till nazistregimen och ersattes av Strausspecialisten Josef Krips.
Efter Clemens Krauss död 1955 följde Willi Boskovsky, konsertmästare i Wienerfilharmonikerna, som dirigerade konserten 25 gånger i rad. Från 1980 till 1986 följde sju konserter med dirigenten Lorin Maazel, som tjänstgjorde som chef för Wiener Staatsoper från 1982 till 1984. Därefter beslutade Wienerfilharmonikerna att bjuda in en ny dirigent varje år.
Som har varit fallet varje år sedan 1980 var blomsterdekorationerna en gåva från den italienska staden San Remo.

## Program
Programmet för nyårskonserten 2003 baserades återigen på förslag av Johann Strauss-forskaren Franz Mailer.

### 1:a delen
- Johann Strauss den yngre: Kaiser Franz Joseph I. Rettungs-Jubel-Marsch, op. 126
- Johann Strauss den yngre: Schatz-Walzer, op. 418
- Johann Strauss den yngre: Niko-Polka, op. 228*
- Johann Strauss den yngre: Scherz-Polka, op. 72
- Josef Strauss: Delirien, Walzer, op. 212
- Josef Strauss: Pêle-mêle-Polka (schnell), op. 161*

### 2:a delen
- Carl Maria von Weber: Aufforderung zum Tanz (orkestrerad av Hector Berlioz)*
- Johann Strauss den yngre: Secunden-Polka, Polka française, op. 258
- Johann Strauss den yngre: Hellenen-Polka, Polka schnell, op. 203
- Johann Strauss den yngre: Kaiser-Walzer, op. 437
- Johann Strauss den yngre: Bauern-Polka, Polka française, op. 276
- Johann Strauss den yngre: Lob der Frauen, Polka mazur, op. 315
- Johann Strauss den äldre: Chineser-Galopp, op. 111*
- Johannes Brahms: Ungerska danser Nr. 5 och 6, WoO 1/5–6*
- Johann Strauss den yngre: Krönungslieder, Vals, op. 184*
- Johann Strauss den yngre: Leichtes Blut, Polka schnell, op. 319

### Extranummer
- Johann Strauss den yngre: Furioso-Polka, op. 260**
- Johann Strauss den yngre: An der schönen blauen Donau, Vals, op. 314
- Johann Strauss den äldre: Radetzkymarsch, op. 228

Verkförteckningen och verkens ordning finns på Wienerfilharmonikernas webbplats.
Verk markerade med * spelades för första gången vid en nyårskonsert.
**Furioso-Polka gavs ut som Furioso-Polka quasi Galopp Carl Haslingers förlag i Wien, 1862. I programmet hänvisas den likväl till som Polka.

## Balettinslag
Valsen Krönungslieder skrevs sommaren 1856 i Pavlovsk i samband med den förestående kröningen av tsar Alexander II av Ryssland den 26 augusti 1856. Premiären var den 2 augusti 1856 på Vauxhall i Pavlovsk. För första gången kunde Kirovbaletten från Mariinskijteatern i Sankt Petersburg engageras för ett balettmellanspel: baletten dansade till valsen i slottet Eggenberg i Graz.
Greklands EU-ordförandeskap hedrades med Hellenen-Polka av Johann Strauss den yngre och solisterna i Wiener Staatsoperbalett dansade till den i balettregissören Renato Zanellas koreografi vid Theseustemplet i Wiens Volksgarten.
Till Scherz-Polka av Johann Strauss den yngre visades bilder av vattenspelet i slottet Hellbrunn i Salzburg och för Chineser-Galopp visades de kinesiska rummen i slottet Schönbrunn. På dirigentens begäran utgick balettmellanspelet till Donauvalsen och istället visades den äldsta österrikiska hjulångaren som fortfarande var i drift, skeppet Schönbrunn från 1912 och vyer från landskapet Wachau.

## Pausfilm
Som pausfilm visades "Graz 2003", en presentation av 2003 års europeiska kulturhuvudstad.

## Radio- och TV-sändningar
Nyårskonserten sändes också i radio och tv i Dolby Digital 5.1 och i 16: 9-format över hela världen: Nyårskonserten 2003 kunde ses i mer än 40 länder, den visades också i Australien, Chile, Ryssland, Indien, USA och Japan bland andra.

## Inspelningar
Inspelningen av konserten var ett av de mest sålda albumen 2003 i Österrike. CD:n producerades av Deutsche Grammophon och DVD:n av TDK.

## Weblänkar
- Nyårskonsert 2003 på wienerphilharmoniker.at
- Wienerfilharmonikernas nyårskonsert 2003 på Youtube